# Брук (Верхня Баварія)
Брук (нім. Bruck) — громада в Німеччині, розташована в землі Баварія. Підпорядковується адміністративному округу Верхня Баварія. Входить до складу району Еберсберг. Складова частина об'єднання громад Глонн.
Площа — 21,60 км2. Населення становить 1315 ос. (станом на 31 грудня 2020).